# سياسة بازيليكاتا
تدور سياسة بازيليكاتا في إطار ديمقراطية تمثيلية رئاسية، حيث رئيس الحكومة الإقليمية هو رئيس الحكومة وبنظام متعدد الأحزاب. تمارس السلطة التنفيذية من قبل الحكومة الإقليمية. تناط السلطة التشريعية في كل من الحكومة والمجلس الإقليمي.